# Fehérvárcsurgó
Fehérvárcsurgó là một thị trấn thuộc hạt Fejér, Hungary. Thị trấn này có diện tích 29,64 km², dân số năm 2010 là 1905 người, mật độ 64 người/km².